# Supercopa Italiana de Voleibol Masculino de 2008
A Supercopa Italiana de Voleibol Masculino de 2008 foi a 13ª edição desta competição organizada pela Lega Pallavolo Serie A, consórcio de clubes filiado à Federação Italiana de Voleibol (FIPAV) que ocorreu em 20 de setembro.
O Lube Macerata conquistou seu segundo título da competição ao derrotar o Trentino Volley por 3 sets a 0. O ponteiro neerlandês Jan Willem Snippe foi eleito o melhor jogador da partida.

## Regulamento
O torneio foi disputado em partida única.

## Equipes participantes
| Equipe          | Qualificação                              |
| --------------- | ----------------------------------------- |
| Trentino Volley | Campeão do Campeonato Italiano de 2007–08 |
| Lube Macerata   | Campeão da Copa Itália de 2007–08         |

## Resultado
| Data   | Hora  |                 | Placar |               | Set 1 | Set 2 | Set 3 | Set 4 | Set 5 | Total | Relatório |
| ------ | ----- | --------------- | ------ | ------------- | ----- | ----- | ----- | ----- | ----- | ----- | --------- |
| 20 set | 21:00 | Trentino Volley | 0–3    | Lube Macerata | 34–36 | 19–25 | 19–25 |       |       | 72–86 | Relatório |

## Premiação
| Supercopa Italiana de 2008         |
| Marcas                             |
| ---------------------------------- |
| Lube Macerata Campeão (2.º título) |